# Choleva agilis
Choleva agilis är en skalbaggsart som först beskrevs av Johann Karl Wilhelm Illiger 1798.  Choleva agilis ingår i släktet Choleva, och familjen mycelbaggar. Arten är reproducerande i Sverige.

## Bildgalleri

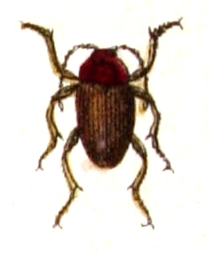